# Сэнди Чикс
Сандра «Сэнди» Чикс (англ. Sandra «Sandy» Cheeks) — одна из главных персонажей американского мультсериала «Губка Боб Квадратные Штаны». Сэнди является белкой-учёной из Техаса, которая поселилась под водой, чтобы заниматься исследованиями морской фауны. Была придумана морским биологом и художником-мультипликатором Стивеном Хилленбергом, а озвучена Кэролин Лоуренс (в русском варианте — Ларисой Некипеловой и Ниной Тобилевич).

## Описание героини
Сэнди — белочка из Техаса, разговаривающая на южном диалекте, подруга Губка Боба и Патрика. Сэнди — талантливая учёная и изобретательница; изначально переехала в Бикини-Боттом, чтобы изучать морских существ и их образ жизни. Также Сэнди увлекается экстремальными видами спорта, тяжёлой атлетикой, восточными единоборствами и бодибилдингом. Является чемпионкой по родео.
Сэнди очень любит свою родину и её культуру, что особенно заметно в одноимённой серии первого сезона «Техас», в котором она тоскует по дому и рассматривает возможность покинуть Бикини-Боттом; в частности она сильно обижается на негативные высказывания Губки Боба и Патрика о Техасе и яростно нападает на них, когда они продолжают смеяться над ним. Наряду с Планктоном, Сэнди — одна из самых умных персонажей мультсериала. Сэнди обычно добра и заботлива к Губке Бобу и помогает ему, когда он чувствует себя потерянным. В то же время она обладает сильной склонностью к соперничеству и высоким мнением о себе. Например, в серии «Сэнди, Спанч Боб и червяк» она полностью игнорирует предупреждения Губки Боба об Аляскинском бычьем червяке, а в серии «Белки против медуз» вредит своим друзьям из-за своей конкурентной натуры. Однако, несмотря на свою гордость и соревновательный характер, она по-прежнему остаётся одним из самых заботливых и рассудительных персонажей мультсериала и часто помогает своим друзьям и спасает их от опасности.
Стивен Хилленберг, создатель мультсериала, в 2014 году сказал, что он создал Сэнди как «сильного женского персонажа, который мог бы быть близким другом Губки Боба, но никак не любовным интересом»; в частности потому что Боб — асексуал (как и все настоящие морские губки). Винсент Уоллер, текущий шоураннер и бывший креативный режиссёр мультсериала, сказал, что Губка Боб, получивший любовницу, определённо в «запретительном списке Стива».

## Внешность
Сэнди – очень красивая, милая и привлекательная белочка.
В повседневной жизни, у себя дома, Сэнди всегда носит фиолетовый купальник бикини с юбочкой. Это делает её уникальной мультяшной героиней среди животных, которая носит именно купальник в качестве повседневной одежды.
Однако выходя из дома белочка вынуждена надевать мешковатый бесформенный белый скафандр с жёлтым значком жёлудя и серыми ботинками, а также большой стеклянный шлем с розовым цветочком, который она должна носить под водой, чтобы не умереть от недостатка кислорода. Адрес героини: Анкор Вэй № 3590.

## Особенности быта
Под куполом, в котором живёт Сэнди, нет воды, растёт дерево и трава. Внутри поддерживается климат, соответствующий климату на поверхности земли. При входе в купол находится шлюз для откачки воды.
Посреди лужайки стоит стол для пикника и колесо. Внутри дуба, где живёт Сэнди, имеется спальня, где есть кровать, кресло-качалка, тумбочки. В серии «MuscleBob BuffPants» была показана гостиная с телевизором, плетёными стульями и диваном. В серии «Someone's in the Kitchen with Sandy» была показана душевая.

## Создание

### Озвучивание
Сэнди озвучивает Кэролин Лоуренс. Лоуренс получила роль Сэнди, когда была в Лос Фелисе (окрестность Лос-Анджелеса). Там она встретила директора по кастингу Донну Грилло на тротуаре. Лоуренс была с подругой, которая знала Грилло, и она сказала, что у Кэролин интересный голос. Они отправились на кастинг, где Лоуренс получила роль.
Перед записью Лоуренс готовится, когда команда отправляет раскадровку. Она объясняет: «Мне это очень нравится, я не только читаю сценарий, но и вижу, что художники имеют в виду. Это потрясающий процесс, и мне так повезло, что я могла работать так! […] Я хотела бы, чтобы сценарий ожил во мне, прежде чем началась запись».